# パトリック・ミュラー
パトリック・ミュラー（Patrick Müller, 1976年12月17日 - ）は、スイス・ジュネーヴ出身の元同国代表サッカー選手。現役時代のポジションはDF。

## 経歴
8歳よりFCメイランのユースに10年間所属。後にセルヴェットFCへと籍を移し、1995年にプロデビュー。グラスホッパーズにも所属し、1998年にはスイス代表として初キャップを獲得した。オリンピック・リヨンでは2002年のリーグ初制覇を皮切りに、6度の優勝を経験した。2008年から2年間はASモナコでプレーした。

## 代表歴

### 出場大会
- スイス代表
  - 2006 FIFAワールドカップ

### 試合数
- 国際Aマッチ 81試合 3得点（1998年-2008年）[2]

| スイス代表 | 国際Aマッチ | 国際Aマッチ |
| 年         | 出場        | 得点        |
| ---------- | ----------- | ----------- |
| 1998       | 5           | 1           |
| 1999       | 8           | 0           |
| 2000       | 5           | 0           |
| 2001       | 8           | 0           |
| 2002       | 7           | 1           |
| 2003       | 7           | 0           |
| 2004       | 11          | 0           |
| 2005       | 11          | 1           |
| 2006       | 11          | 0           |
| 2007       | 3           | 0           |
| 2008       | 5           | 0           |
| 通算       | 81          | 3           |

## タイトル
リヨン
- リーグ・アン : 2001-02, 2002-03, 2003-04, 2006-07, 2007-08
- クープ・ドゥ・フランス : 2007-08
- クープ・ドゥ・ラ・リーグ : 2000-01
- トロフェ・デ・シャンピオン : 2002, 2003